# Lorenzo Pérez Escalona
Lorenzo Pérez Escalona (4 de febrero de 1986) es un deportista cubano que compite en natación adaptada. Ganó cuatro medallas en los Juegos Paralímpicos de Verano en los años 2012 y 2016.

## Palmarés internacional
| Juegos Paralímpicos | Juegos Paralímpicos     | Juegos Paralímpicos | Juegos Paralímpicos |
| Año                 | Lugar                   | Medalla             | Prueba              |
| ------------------- | ----------------------- | ------------------- | ------------------- |
| 2012                | Londres (Reino Unido)   | Medalla de plata    | 50 m libre S6       |
| 2012                | Londres (Reino Unido)   | Medalla de bronce   | 100 m libre S6      |
| 2016                | Río de Janeiro (Brasil) | Medalla de oro      | 100 m libre S6      |
| 2016                | Río de Janeiro (Brasil) | Medalla de bronce   | 400 m libre S6      |